# اورسیر
شهر اورسیر  در بخش آنترومون در ایالت وله در کشور سوئیس واقع شده‌است که ۲٬۷۰۰ نفر جمعیت دارد.